# SPP-1 (pistola subacquea)
La SPP-1 (acronimo di in russo Специальный Пистолет Подводный?, Spetsial'nyy Pistolet Podvodnyy ossia "pistola sottomarina speciale") è una pistola subacquea sviluppata alla fine degli anni 1960.

## Sviluppo
Lo sviluppo dell'arma fu promosso alla fine degli anni 1960 per trovare un'arma che potesse equipaggiare le unità di sommozzatori della marina sovietica che all'epoca, come strumenti di difesa, impiegavano solamente coltelli da combattimento e fucili della serie AK (utilizzabili però solamente in superficie). Fu così dato incarico al TsNIITochMash, un reparto governativo specializzato in design sperimentale, di realizzare un'arma che sopperisse a tale mancanza. Inizialmente si tentò di sopperire a questa mancanza con l'adozione della pistola subacquea SPP-1, che però si rivelò efficace solo per scontri a distanza ravvicinata. La pistola venne quindi sviluppata da Vladimir Simonov, che poi progetterà anche il fucile d'assalto subacqueo APS, e il suo utilizzo venne approvato nel 1975, anno che vide quindi l'entrata in produzione dell'arma, rimanendo segreto fino al 1993. Le munizioni furono invece progettate da Pyotr Sazonov e Oleg Kravchenko.

## Tecnica

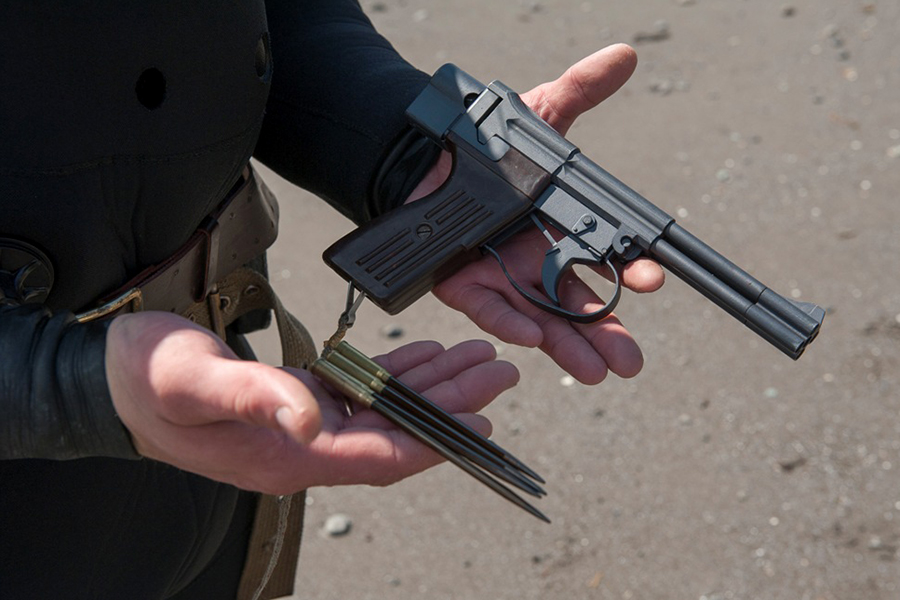
La SPP-1M e i suoi speciali proiettili.

Sott'acqua, i proiettili ordinari risultano essere piuttosto inaccurati e con una gittata decisamente corta. Per questo, per la SPP-1 furono progettati dardi metallici a base circolare di calibro 4,5 mm, della lunghezza di 115 mm e pesanti 12,8 grammi, che hanno una gettata più lunga e un potere penetrante maggiore di quello delle fiocine dei fucili subacquei. L'intera cartuccia è invece lunga 145 millimetri e pesante 17,5 grammi.
La SPP-1 ha quattro canne, disposte a coppie sovrapposte, contenenti ognuna una cartuccia. Per agevolare il caricamento della pistola, che può essere effettuato sia in superficie che sott'acqua, le munizioni vengono normalmente fornite in clip da quattro da inserire nella culatta una alla volta. Un meccanismo ad azione doppia permette poi di sparare un colpo a ogni pressione del grilletto, senza che ci sia bisogno di riarmare il cane dopo ogni sparo. La rimozione dei bossoli avviene quando si apre la pistola per sostituire la clip da quattro cartucce e ricaricare.
Le canne della SPP-1 non sono rigate, poiché sott'acqua il proiettile viene mantenuto in traiettoria retta sfruttando la bolla di cavitazione che si forma all'interfaccia tra il proiettile e l'acqua attraverso cui quest'ultimo sta passando; per questo l'accuratezza della pistola diminuisce molto quando la si usa in superficie.
La versione SPP-1M, introdotta nel 1979, è praticamente uguale alla SPP-1 tranne che per la presenza di una molla del dente d'arresto del cane supplementare, introdotta al fine di aumentare la spinta del grilletto, e di una guardia del grilletto più larga, in modo da poter più comodamente ospitare il dito di chi indossava gli speciali guanti a tre dita riscaldati utilizzati dai sommozzatori sovietici.

## Performance
L'aumento della profondità a cui si utilizza la pistola ne diminuisce il tiro utile a causa della maggiore pressione che preme sulla bolla di cavitazione distruggendola in tempi più brevi. Una volta che il proiettile non riesce più a sfruttare la supercavitazione, l'attrito idrodinamico cresce enormemente e il proiettile diventa instabile.
Definendo la distanza letale come la distanza da cui sparando si può facilmente trapassare una muta subacquea imbottita o il vetro di una maschera subacquea spesso 5 mm, tale distanza risulta essere 17 metri a una profondità di 5 metri e 6 metri a 40 metri di profondità.

## Impiego
La pistola, fabbricata dalla TOZ (Tul'skij oružejnyj zavod/Тульский Оружейный Завод) e un tempo utilizzata dai sommozzatori della marina militare sovietica, è oggi utilizzata da quelli delle forze armate russe e kazake.